# Cercagnota
Genre
Cercagnota est un genre d'insectes diptères de la famille des Anthomyzidae.

## Liste d'espèces
Selon Catalogue of Life (4 novembre 2018) :
- Cercagnota collini (Czerny, 1928)

## Publication originale
- Roháček & Freidberg, 1993 : The Anthomyzidae (Diptera) of Israel, with revision of Anagnota Becker. Israel Journal of Entomology, vol. 27,pp. 61-112 (texte intégral) (en) [PDF].